# Salé (Pabré)
Pour les articles homonymes, voir Sale.
Salé est une localité du département de Pabré, dans la province de Kadiogo (région Centre) au Burkina Faso. En 2006, cette localité comptait 1 883 habitants dont 53,9 % de femmes.